# Deliu Petroiu
Deliu Petroiu (n. 24 august 1922 în Nădlac, Arad – d. 18 aprilie 2008 în Timișoara), a fost un estetician și critic de artă, profesor al Universității de vest din Timișoara.

## Viața și opera
S-a născut la Nădlac într-o familie a unui meseriaș cu mai mulți copii. Se mută apoi la Arad unde urmează și termină  liceul Moise Nicoară, și profită de biblioteca unchiului  său Aron (cu studii în străinătate, încununate cu un doctorat), citind din reviste și cărți bine alese. Urmează începând cu anul 1941 la universitatea clujeană, atunci cu sediul la Sibiu, ca urmare a dictatului de la Viena, cursuri universitare la Facultatea de Litere și Filosofie pe care le absolvă în 1945, iar un an mai târziu va susține licența. A avut profesor printre alții pe Lucian Blaga, Coriolan Petranu, Liviu Rusu, Henri Jacquier, Constantin Daicoviciu, D.D. Roșca, Nicolae Mărgineanu, Dimitrie Popovici. Face parte din ceea ce s-a numit Cercul Literar de la Sibiu alături de Radu Stanca, Ion Negoițescu, I.D. Sîrbu, Nicolae Balotă, Ovidiu Cotruș, Radu Enescu, Eta Boeriu, Ștefan Augustin Doinaș și alții. Colaborează la revistele studențești ale Sibiului, joacă  tot atunci în piese de teatru.  După terminarea facultății locuiește la Arad și până în 1959 este  profesor pe la vreo trei licee și tot atâtea școli gimnaziale, fiind și șomer după efectuarea stagiului militar în 1959. În același an este chemat la Timișoara la Institutul pedagogic de Gheorghe Tohăneanu și Eugen Todoran, predând diferite discipline până la încadrarea lor cu profesori titulari (lingvistică generală, limba română contemporană, ...). El va preda mai târziu, când institutul se va transforma în universitate, până în anul 1995 Istoria artelor și Estetică la diferite facultați din cadrul acesteia. A coordonat teze de doctorat în estetică, deși din cauza originii sociale și a standardelor politice nu a putut să își susțină teza, urmând doar primul an, 1946-1947.  Cunoscător al limbilor franceză, germană și italiană și arădean fiind, evident și maghiară.
A fost căsătorit cu Ana Petroiu și au avut o fiică, Delia stabilită demult în Italia.
A prezentat începînd cu anul 1964 sute de vernisaje, la artiști profesioniști și amatori, tineri și vârstnici și a susținut conferințe la Radio Timișoara pe teme artistice. Este prezent în volume colective cu texte din domeniul său de activitate, a scris prefețe. A condus Comisia de etnologie a filialei timișorene a Academiei Române.
În anul 2006 prin grija prietenilor săi mai tineri, la Editura Universității de Vest i-au apărut două cărți, Versuri de pahar și Cartea prietenilor mei.
A fost declarat Cetățean de onoare al Timișoarei la 17 septembrie 2002,

## Afilieri
UAP România
Uniunea Scriitorilor din România, membru de onoare

## Aprecieri
Ordinul Național pentru merit, în grad de cavaler
Cetățean de onoare al municpiului Timișoara
Premiul Uniunii Scriitorilor din România, filiala din Timișoara, 2006 

## Aprecieri post-mortem
- O strada în Timișoara îi poartă numele.
- Secția de artă a Bibliotecii Județene Timiș se numește Deliu Petroiu.
- Din 3 august 2012 pe Aleea Personalităților din Parcul Central al municipiului timișean i-a fost dezveltită o statuie realizată de sculptorul Aurel Gheorghe Ardeleanu.